# Chartres (rivier)

Kaartje van de Falklands.

De Chartres is een van de drie grootste rivieren op West-Falkland (de andere zijn de Warrah en de Blackburn).  
De rivier ontspringt in het  Hornby-gebergte op de helling van Mount Moody. De rivier mondt uit in de Bahia 9 de Julio (King George Bay) bij de gelijknamige plaats Chartres.
De rivier is ongeveer 25 kilometer lang. 